# アベル・ムゾレワ
アベル・ムゾレワ（Abel Tendekayi Muzorewa,1925年4月14日 - 2010年4月8日）は、ジンバブエの政治家、聖職者。1979年6月から12月までジンバブエ・ローデシアの首相を務めた。

## 生涯
1925年4月14日にウムタリ（ムタレ）のショナ人の家庭に生まれ、1958年から1963年にかけてアメリカ合衆国ミズーリ州のセントラル・メソジスト大学などに留学し、帰国後の1968年に合同メソジスト教会の司教（Bishop）に就任する。メソジスト派の宗教指導者としてイアン・スミス政権の人種差別政策を批判し、黒人解放運動で一定の影響力を持つようになる。
1971年11月にローデシアとその宗主国であるイギリスの間で白人少数支配から多数派支配への移行に向けた協定が締結されたことを機に、黒人解放運動団体の統合・交渉窓口の一本化の動きが進み、同年12月に各団体の上部機関としてアフリカ民族評議会（ANC）が設立する。一方、各団体も思想的な対立から一枚岩ではなく、団体間の主導権争いを避けるため、武装闘争路線から距離を取り中立的な立場にいたムゾレワがANCの議長に選ばれる。1974年にANCは統一アフリカ民族評議会（UANC）に改組し、引き続きムゾレワが議長を務める。
UANCの議長として、1977年にイアン・スミス政権との間で一人一票による総選挙の実施について合意し、1978年3月3日に新憲法の骨子をまとめたソールズベリー協定に調印する。1979年1月にジンバブエ・ローデシア憲法が発効し、同憲法に基づいて同年4月に実施された総選挙でUANCは第一党の座を獲得し、同年6月にムゾレワはジンバブエ・ローデシアの首相に就任する。
一方、ローデシア国内外でゲリラ活動を続けていたロバート・ムガベらは総選挙の実施を受け入れず、また、総選挙に参加したンダバニンギ・シトレやジェームズ・チケレマも離反していくなど、ムゾレワの求心力は低下していく。1979年4月30日に国際連合安全保障理事会が非難決議を採択するなど、憲法制定と総選挙のやり直しを求める動きが国内外で強まり、同年9月10日からロンドンで制憲会議が始まり、同年12月5日にランカスター・ハウス協定が成立する。同協定に基づき、同年12月11日にジンバブエ・ローデシア議会はイギリス自治領に戻ることを決議し、ムゾレワもジンバブエ・ローデシアの首相の座から退く。
イギリスの監督下で実施された1980年の総選挙にはムゾレワも出馬して当選するが、UANCは大幅に議席を減らし、第一党の座はムガベが率いるジンバブエ・アフリカ民族同盟（ZANU）に移る。ムガベとの対立は続き、1983年に国家転覆の容疑で投獄され、1984年の釈放以降は教会での聖職者としての活動が中心になる。
その後もムガベ反対派の象徴として一定の政治的影響力は残し、1996年に立候補したジンバブエ大統領選挙では約7万票を獲得したが、2001年に政治活動から完全に離れ、2010年4月8日にハラレの自宅で亡くなる。

## 評価
武力闘争路線には否定的であり、黒人急進派と白人既得権益層の仲介者・調停者との役割を果たすことを重視していた。ジンバブエ・ローデシア首相時代はイアン・スミスの傀儡と批判されることもあったが、1979年制憲会議ではイアン・スミスの反対を押し切ってランカスター・ハウス協定を成立させている。
短命に終わったジンバブエ・ローデシアも少数派の白人による支配から多数派支配への移行に果たした役割は小さくなかったと評価されている。